# Saison 2020-2021 des Cavaliers de Cleveland
La saison 2020-2021 des Cavaliers de Cleveland est la 51e saison de la franchise en NBA.  
Le début de saison est ponctué par les progressions de Collin Sexton et Darius Garland, titulaire sur la ligne arrière de l'équipe. Les deux pivots recrutés en fin de saison dernière, Andre Drummond et JaVale McGee, sont transférés au cours de la saison, afin d'accueillir des joueurs à potentiel sur le même poste, en l'occurrence Jarrett Allen.  
Les résultats de l'équipe ne sont pas en progression par rapport à la saison précédente et le 3 mai 2021, les Cavaliers sont officiellement éliminés de la course aux playoffs. 

## Draft
| Tour | Choix | Joueur      | Poste | Nationalité | Provenance      |
| ---- | ----- | ----------- | ----- | ----------- | --------------- |
| 1    | 5     | Isaac Okoro | SF    | États-Unis  | Tigers d'Auburn |

## Matchs

### Pré-saison
| Pré-saison Total: 2-2 (Domicile : 2-0; Extérieur : 0-2) |

| Match | Date match  | Équipe     | Score     | Meilleur marqueur   | Meilleur rebondeur   | Meilleur passeur      | Lieux                      | Série |
| ----- | ----------- | ---------- | --------- | ------------------- | -------------------- | --------------------- | -------------------------- | ----- |
| 1     | 12 décembre | Indiana    | V 107-104 | Cedi Osman (23)     | Maker, Nance (10)    | Dante Exum (5)        | Rocket Mortgage FieldHouse | 1 - 0 |
| 2     | 14 décembre | Indiana    | V 116-106 | Dante Exum (23)     | Andre Drummond (11)  | Dante Exum (5)        | Rocket Mortgage FieldHouse | 2 - 0 |
| 3     | 16 décembre | @ New York | D 93-100  | Andre Drummond (18) | Andre Drummond (14)  | Drummond, Garland (5) | Madison Square Garden      | 2 - 1 |
| 4     | 18 décembre | @ New York | D 83-119  | Cedi Osman (19)     | Charles Matthews (7) | Mooney, Sexton (4)    | Madison Square Garden      | 2 - 2 |

### Saison régulière
| Saison régulière Total: 22-50 (Domicile : 14-23; Extérieur : 8-27) |

| Match | Date match  | Équipe       | Score           | Meilleur marqueur   | Meilleur rebondeur   | Meilleur passeur     | Lieux                      | Série |
| ----- | ----------- | ------------ | --------------- | ------------------- | -------------------- | -------------------- | -------------------------- | ----- |
| 1     | 23 décembre | Charlotte    | V 121-114       | Collin Sexton (27)  | Andre Drummond (14)  | Larry Nance, Jr. (8) | Rocket Mortgage FieldHouse | 1 - 0 |
| 2     | 26 décembre | @ Détroit    | V 128-119 (2OT) | Collin Sexton (32)  | Andre Drummond (16)  | Darius Garland (12)  | Little Caesars Arena       | 2 - 0 |
| 3     | 27 décembre | Philadelphie | V 118-94        | Andre Drummond (24) | Andre Drummond (14)  | Darius Garland (7)   | Rocket Mortgage FieldHouse | 3 - 0 |
| 4     | 29 décembre | New York     | D 86-95         | Collin Sexton (20)  | Andre Drummond (17)  | Darius Garland (6)   | Rocket Mortgage FieldHouse | 3 - 1 |
| 5     | 31 décembre | @ Indiana    | D 99-119        | Collin Sexton (28)  | Drummond, McGee (13) | Larry Nance, Jr. (7) | Bankers Life Fieldhouse    | 3 - 2 |

| Match                                                                                           | Date match | Équipe       | Score           | Meilleur marqueur   | Meilleur rebondeur   | Meilleur passeur     | Lieux                      | Série  |
| ----------------------------------------------------------------------------------------------- | ---------- | ------------ | --------------- | ------------------- | -------------------- | -------------------- | -------------------------- | ------ |
| 6                                                                                               | 2 janvier  | @ Atlanta    | V 96-91         | Collin Sexton (27)  | Drummond, Nance (11) | Larry Nance, Jr. (6) | State Farm Arena           | 4 - 2  |
| 7                                                                                               | 4 janvier  | @ Orlando    | D 83-103        | Collin Sexton (24)  | Andre Drummond (14)  | Cedi Osman (7)       | Amway Center               | 4 - 3  |
| 8                                                                                               | 6 janvier  | @ Orlando    | D 94-105        | Collin Sexton (21)  | Andre Drummond (15)  | Cedi Osman (7)       | Amway Center               | 4 - 4  |
| 9                                                                                               | 7 janvier  | @ Memphis    | V 94-90         | Andre Drummond (22) | Andre Drummond (15)  | Cedi Osman (7)       | FedExForum                 | 5 - 4  |
| 10                                                                                              | 9 janvier  | @ Milwaukee  | D 90-100        | Andre Drummond (26) | Andre Drummond (24)  | Damyean Dotson (8)   | Fiserv Forum               | 5 - 5  |
| 11                                                                                              | 11 janvier | Memphis      | D 91-101        | Andre Drummond (19) | Andre Drummond (14)  | Damyean Dotson (6)   | Rocket Mortgage FieldHouse | 5 - 6  |
| 12                                                                                              | 12 janvier | Utah         | D 87-117        | Cedi Osman (17)     | JaVale McGee (9)     | Cedi Osman (6)       | Rocket Mortgage FieldHouse | 5 - 7  |
| 13                                                                                              | 15 janvier | New York     | V 106-103       | Andre Drummond (33) | Andre Drummond (23)  | Nance, Osman (5)     | Rocket Mortgage FieldHouse | 6 - 7  |
| -                                                                                               | 17 janvier | @ Washington | Reporté*        | Reporté*            | Reporté*             | Reporté*             | Capital One Arena          | -      |
| -                                                                                               | 18 janvier | @ Washington | Reporté*        | Reporté*            | Reporté*             | Reporté*             | Capital One Arena          | -      |
| 14                                                                                              | 20 janvier | Brooklyn     | V 147-135 (2OT) | Collin Sexton (42)  | Jarrett Allen (11)   | Cedi Osman (7)       | Rocket Mortgage FieldHouse | 7 - 7  |
| 15                                                                                              | 22 janvier | Brooklyn     | V 125-113       | Collin Sexton (25)  | Andre Drummond (16)  | Collin Sexton (9)    | Rocket Mortgage FieldHouse | 8 - 7  |
| 16                                                                                              | 24 janvier | @ Boston     | D 103-141       | Collin Sexton (13)  | Jarrett Allen (7)    | Garland, Prince (5)  | TD Garden                  | 8 - 8  |
| 17                                                                                              | 25 janvier | L.A. Lakers  | D 108-115       | Andre Drummond (25) | Andre Drummond (17)  | Collin Sexton (6)    | Rocket Mortgage FieldHouse | 8 - 9  |
| 18                                                                                              | 27 janvier | Détroit      | V 122-107       | Collin Sexton (29)  | Andre Drummond (16)  | Isaac Okoro (6)      | Rocket Mortgage FieldHouse | 9 - 9  |
| 19                                                                                              | 29 janvier | @ New York   | D 81-102        | Darius Garland (24) | Andre Drummond (15)  | Collin Sexton (5)    | Madison Square Garden      | 9 - 10 |
| 20                                                                                              | 31 janvier | @ Minnesota  | D 104-109       | Andre Drummond (25) | Andre Drummond (22)  | Darius Garland (5)   | Target Center              | 9 - 11 |
| * Les matchs ont été reportés à la suite du protocole sanitaire de la ligue contre la covid-19. |            |              |                 |                     |                      |                      |                            |        |

| Match                                                                                      | Date match  | Équipe          | Score          | Meilleur marqueur   | Meilleur rebondeur  | Meilleur passeur    | Lieux                      | Série   |
| ------------------------------------------------------------------------------------------ | ----------- | --------------- | -------------- | ------------------- | ------------------- | ------------------- | -------------------------- | ------- |
| 21                                                                                         | 1er février | Minnesota       | V 100-98       | Collin Sexton (26)  | Jarrett Allen (18)  | Darius Garland (11) | Rocket Mortgage FieldHouse | 10 - 11 |
| 22                                                                                         | 3 février   | L.A. Clippers   | D 99-121       | Collin Sexton (27)  | Jarrett Allen (9)   | Allen, Sexton (5)   | Rocket Mortgage FieldHouse | 10 - 12 |
| 23                                                                                         | 5 février   | Milwaukee       | D 105-123      | Collin Sexton (19)  | Andre Drummond (9)  | Quatre joueurs (4)  | Rocket Mortgage FieldHouse | 10 - 13 |
| 24                                                                                         | 6 février   | Milwaukee       | D 99-124       | Andre Drummond (28) | Andre Drummond (11) | Darius Garland (9)  | Rocket Mortgage FieldHouse | 10 - 14 |
| 25                                                                                         | 8 février   | @ Phoenix       | D 113-119      | Collin Sexton (23)  | Andre Drummond (14) | Darius Garland (7)  | PHX Arena                  | 10 - 15 |
| 26                                                                                         | 10 février  | @ Denver        | D 95-133       | Jarrett Allen (18)  | Jarrett Allen (10)  | Collin Sexton (8)   | Ball Arena                 | 10 - 16 |
| 27                                                                                         | 12 février  | @ Portland      | D 110-129      | Collin Sexton (25)  | Dylan Windler (10)  | Collin Sexton (5)   | Moda Center                | 10 - 17 |
| 28                                                                                         | 14 février  | @ L.A. Clippers | D 111-128      | Collin Sexton (22)  | Allen, McGee (10)   | Darius Garland (6)  | Staples Center             | 10 - 18 |
| 29                                                                                         | 15 février  | @ Golden State  | D 98-129       | Collin Sexton (23)  | Jarrett Allen (14)  | Collin Sexton (5)   | Chase Center               | 10 - 19 |
| -                                                                                          | 17 février  | San Antonio     | Reporté*       | Reporté*            | Reporté*            | Reporté*            | Rocket Mortgage FieldHouse | -       |
| 30                                                                                         | 19 février  | Denver          | D 103-120      | Collin Sexton (23)  | Jarrett Allen (10)  | Cedi Osman (7)      | Rocket Mortgage FieldHouse | 10 - 20 |
| 31                                                                                         | 21 février  | Oklahoma City   | D 101-117      | Collin Sexton (27)  | Jarrett Allen (17)  | Darius Garland (8)  | Rocket Mortgage FieldHouse | 10 - 21 |
| 32                                                                                         | 23 février  | Atlanta         | V 112-111      | Collin Sexton (29)  | Jarrett Allen (14)  | Darius Garland (8)  | Rocket Mortgage FieldHouse | 11 - 21 |
| 33                                                                                         | 24 février  | Houston         | V 112-96       | Jarrett Allen (26)  | Jarrett Allen (18)  | Darius Garland (10) | Rocket Mortgage FieldHouse | 12 - 21 |
| 34                                                                                         | 27 février  | Philadelphie    | V 112-109 (OT) | Collin Sexton (28)  | Dean Wade (12)      | Darius Garland (9)  | Rocket Mortgage FieldHouse | 13 - 21 |
| * Le match a été reporté à la suite du protocole sanitaire de la ligue contre la covid-19. |             |                 |                |                     |                     |                     |                            |         |

| Match                  | Date match | Équipe                | Score     | Meilleur marqueur     | Meilleur rebondeur      | Meilleur passeur       | Lieux                      | Série   |
| ---------------------- | ---------- | --------------------- | --------- | --------------------- | ----------------------- | ---------------------- | -------------------------- | ------- |
| 35                     | 1er mars   | @ Houston             | V 101-90  | Collin Sexton (39)    | Jarrett Allen (15)      | Collin Sexton (8)      | Toyota Center              | 14 - 21 |
| 36                     | 3 mars     | Indiana               | D 111-114 | Collin Sexton (32)    | Jarrett Allen (11)      | Collin Sexton (10)     | Rocket Mortgage FieldHouse | 14 - 22 |
| NBA All-Star Game 2021 |            |                       |           |                       |                         |                        |                            |         |
| 37                     | 12 mars    | @ La Nouvelle-Orléans | D 82-116  | Collin Sexton (19)    | Jarrett Allen (7)       | Damyean Dotson (3)     | Smoothie King Center       | 14 - 23 |
| 38                     | 14 mars    | @ Atlanta             | D 82-100  | Collin Sexton (15)    | Jarrett Allen (11)      | Darius Garland (7)     | State Farm Arena           | 14 - 24 |
| 39                     | 16 mars    | @ Miami               | D 98-113  | Collin Sexton (21)    | Jarrett Allen (10)      | Cedi Osman (7)         | American Airlines Arena    | 14 - 25 |
| 40                     | 17 mars    | Boston                | V 117-110 | Collin Sexton (29)    | Larry Nance, Jr. (10)   | Garland, Sexton (6)    | Rocket Mortgage FieldHouse | 15 - 25 |
| 41                     | 19 mars    | San Antonio           | D 110-116 | Garland, Sexton (29)  | Allen, Stevens (11)     | Darius Garland (8)     | Rocket Mortgage FieldHouse | 15 - 26 |
| 42                     | 21 mars    | Toronto               | V 116-105 | Collin Sexton (36)    | Jarrett Allen (15)      | Garland, Osman (161)   | Rocket Mortgage FieldHouse | 16 - 26 |
| 43                     | 22 mars    | Sacramento            | D 105-119 | JaVale McGee (18)     | Allen, McGee (9)        | Collin Sexton (7)      | Rocket Mortgage FieldHouse | 16 - 27 |
| 44                     | 24 mars    | @ Chicago             | V 103-94  | Darius Garland (22)   | Larry Nance, Jr. (14)   | Darius Garland (9)     | United Center              | 17 - 27 |
| 45                     | 26 mars    | @ L.A. Lakers         | D 86-100  | Larry Nance, Jr. (17) | Jarrett Allen (11)      | Trois joueurs (5)      | Staples Center             | 17 - 28 |
| 46                     | 27 mars    | @ Sacramento          | D 98-100  | Collin Sexton (26)    | Larry Nance, Jr. (9)    | Larry Nance, Jr. (5)   | Golden 1 Center            | 17 - 29 |
| 47                     | 29 mars    | @ Utah                | D 75-114  | Collin Sexton (20)    | Isaiah Hartenstein (14) | Isaiah Hartenstein (7) | Vivint Smart Home Arena    | 17 - 30 |

| Match | Date match | Équipe              | Score     | Meilleur marqueur    | Meilleur rebondeur      | Meilleur passeur         | Lieux                      | Série   |
| ----- | ---------- | ------------------- | --------- | -------------------- | ----------------------- | ------------------------ | -------------------------- | ------- |
| 48    | 1er avril  | Philadelphie        | D 94-114  | Collin Sexton (24)   | Dean Wade (8)           | Darius Garland (8)       | Rocket Mortgage FieldHouse | 17 - 31 |
| 49    | 3 avril    | @ Miami             | D 101-115 | Collin Sexton (26)   | Kevin Love (10)         | Darius Garland (8)       | American Airlines Arena    | 17 - 32 |
| 50    | 5 avril    | @ San Antonio       | V 125-101 | Darius Garland (37)  | Isaiah Hartenstein (12) | Darius Garland (7)       | AT&T Center                | 18 - 32 |
| 51    | 8 avril    | @ Oklahoma City     | V 129-102 | Collin Sexton (27)   | Isaiah Hartenstein (12) | Matthew Dellavedova (7)  | Chesapeake Energy Arena    | 19 - 32 |
| 52    | 10 avril   | Toronto             | D 115-135 | Collin Sexton (29)   | Isaiah Hartenstein (8)  | Darius Garland (8)       | Rocket Mortgage FieldHouse | 19 - 33 |
| 53    | 11 avril   | La Nouvelle-Orléans | D 109-116 | Dean Wade (21)       | Hartenstein, Wade (6)   | Matthew Dellavedova (10) | Rocket Mortgage FieldHouse | 19 - 34 |
| 54    | 14 avril   | @ Charlotte         | V 103-90  | Taurean Prince (25)  | Kevin Love (11)         | Darius Garland (7)       | Spectrum Center            | 20 - 34 |
| 55    | 15 avril   | Golden State        | D 101-119 | Collin Sexton (30)   | Jarrett Allen (14)      | Darius Garland (7)       | Rocket Mortgage FieldHouse | 20 - 35 |
| 56    | 17 avril   | @ Chicago           | D 96-106  | Garland, Sexton (22) | Allen, Love (11)        | Darius Garland (12)      | United Center              | 20 - 36 |
| 57    | 19 avril   | @ Détroit           | D 105-109 | Collin Sexton (28)   | Kevin Love (8)          | Darius Garland (6)       | Little Caesars Arena       | 20 - 37 |
| 58    | 21 avril   | Chicago             | V 121-105 | Collin Sexton (30)   | Allen, Love (9)         | Collin Sexton (7)        | Rocket Mortgage FieldHouse | 21 - 37 |
| 59    | 23 avril   | @ Charlotte         | D 102-108 | Collin Sexton (28)   | Jarrett Allen (9)       | Matthew Dellavedova (7)  | Spectrum Center            | 21 - 38 |
| 60    | 25 avril   | @ Washington        | D 110-119 | Darius Garland (28)  | Jarrett Allen (12)      | Darius Garland (9)       | Capital One Arena          | 21 - 39 |
| 61    | 26 avril   | @ Toronto           | D 96-112  | Isaac Okoro (20)     | Allen, Love (7)         | Darius Garland (10)      | Amalie Arena               | 21 - 40 |
| 62    | 28 avril   | Orlando             | D 104-109 | Darius Garland (25)  | Jarrett Allen (13)      | Darius Garland (10)      | Rocket Mortgage FieldHouse | 21 - 41 |
| 63    | 30 avril   | Washington          | D 93-122  | Collin Sexton (22)   | Jarrett Allen (11)      | Garland, Kabengele (3)   | Rocket Mortgage FieldHouse | 21 - 42 |

| Match | Date match | Équipe       | Score          | Meilleur marqueur  | Meilleur rebondeur | Meilleur passeur        | Lieux                      | Série   |
| ----- | ---------- | ------------ | -------------- | ------------------ | ------------------ | ----------------------- | -------------------------- | ------- |
| 64    | 1er mai    | Miami        | D 107-124      | Kevin Love (25)    | Jarrett Allen (14) | Cedi Osman (11)         | Rocket Mortgage FieldHouse | 21 - 43 |
| 65    | 4 mai      | Phoenix      | D 118-134 (OT) | Isaac Okoro (32)   | Kevin Love (11)    | Collin Sexton (7)       | Rocket Mortgage FieldHouse | 21 - 44 |
| 66    | 5 mai      | Portland     | D 105-141      | Kevin Love (18)    | Jarrett Allen (13) | Hartenstein, Sexton (4) | Rocket Mortgage FieldHouse | 21 - 45 |
| 67    | 7 mai      | @ Dallas     | D 90-110       | Collin Sexton (27) | Jarrett Allen (12) | Cedi Osman (7)          | American Airlines Center   | 21 - 46 |
| 68    | 9 mai      | Dallas       | D 97-124       | Collin Sexton (24) | Kevin Love (11)    | Collin Sexton (7)       | Rocket Mortgage FieldHouse | 21 - 47 |
| 69    | 10 mai     | Indiana      | D 102-111      | Collin Sexton (25) | Dean Wade (12)     | Collin Sexton (8)       | Rocket Mortgage FieldHouse | 21 - 48 |
| 70    | 12 mai     | Boston       | V 102-94       | Kevin Love (30)    | Kevin Love (14)    | Collin Sexton (8)       | Rocket Mortgage FieldHouse | 22 - 48 |
| 71    | 14 mai     | @ Washington | D 105-120      | Collin Sexton (26) | Jarrett Allen (14) | Cedi Osman (6)          | Capital One Arena          | 22 - 49 |
| 72    | 16 mai     | @ Brooklyn   | D 109-123      | Okoro, Wade (18)   | Jarrett Allen (11) | Collin Sexton (5)       | Barclays Center            | 22 - 50 |

### Confrontations en saison régulière
| Conférence Est      | Conférence Est                             | Conférence Est                             | Conférence Est                             | Conférence Est                             | Conférence Ouest                           | Conférence Ouest                           | Conférence Ouest                           |
| Division Atlantique | Division Atlantique                        | Division Atlantique                        | Division Atlantique                        | Division Atlantique                        | Division Nord-Ouest                        | Division Nord-Ouest                        | Division Nord-Ouest                        |
| Équipe              | Domicile                                   | Domicile                                   | Extérieur                                  | Extérieur                                  | Équipe                                     | Domicile                                   | Extérieur                                  |
| ------------------- | ------------------------------------------ | ------------------------------------------ | ------------------------------------------ | ------------------------------------------ | ------------------------------------------ | ------------------------------------------ | ------------------------------------------ |
| Boston              | 117-110                                    | 102-94                                     | 103-141                                    |                                            | Denver                                     | 103-120                                    | 95-133                                     |
| Brooklyn            | 147-135 (2OT)                              | 125-113                                    | 109-123                                    |                                            | Minnesota                                  | 100-98                                     | 104-109                                    |
| New York            | 86-95                                      | 106-103                                    | 81-102                                     |                                            | Oklahoma City                              | 101-117                                    | 129-102                                    |
| Philadelphie        | 118-94                                     | 94-114                                     | 112-109 (OT)                               |                                            | Portland                                   | 105-141                                    | 110-129                                    |
| Toronto             | 116-105                                    | 115-135                                    | 96-112                                     |                                            | Utah                                       | 87-117                                     | 75-114                                     |
|                     | 7-3                                        | 7-3                                        | 1-4                                        | 1-4                                        |                                            | 1-4                                        | 1-4                                        |
| Division            | 8-7                                        | 8-7                                        | 8-7                                        | 8-7                                        | Division                                   | 2-8                                        | 2-8                                        |
| Division Centrale   | Division Centrale                          | Division Centrale                          | Division Centrale                          | Division Centrale                          | Division Pacifique                         | Division Pacifique                         | Division Pacifique                         |
| Équipe              | Domicile                                   | Domicile                                   | Extérieur                                  | Extérieur                                  | Équipe                                     | Domicile                                   | Extérieur                                  |
| Chicago             | 121-105                                    |                                            | 103-94                                     | 96-106                                     | Golden State                               | 101-119                                    | 98-129                                     |
|                     |                                            |                                            |                                            |                                            | L.A. Clippers                              | 99-121                                     | 111-128                                    |
| Detroit             | 122-107                                    |                                            | 128-119 (2OT)                              | 105-109                                    | L.A. Lakers                                | 108-115                                    | 86-100                                     |
| Indiana             | 111-114                                    | 102-111                                    | 99-119                                     |                                            | Phoenix                                    | 118-134 (OT)                               | 113-119                                    |
| Milwaukee           | 105-123                                    | 99-124                                     | 90-100                                     |                                            | Sacramento                                 | 105-119                                    | 98-100                                     |
|                     | 2-4                                        | 2-4                                        | 2-4                                        | 2-4                                        |                                            | 0-5                                        | 0-5                                        |
| Division            | 4-8                                        | 4-8                                        | 4-8                                        | 4-8                                        | Division                                   | 0-10                                       | 0-10                                       |
| Division Sud-Est    | Division Sud-Est                           | Division Sud-Est                           | Division Sud-Est                           | Division Sud-Est                           | Division Sud-Ouest                         | Division Sud-Ouest                         | Division Sud-Ouest                         |
| Équipe              | Domicile                                   | Domicile                                   | Extérieur                                  | Extérieur                                  | Équipe                                     | Domicile                                   | Extérieur                                  |
| Atlanta             | 112-111                                    |                                            | 96-91                                      | 82-100                                     | Dallas                                     | 97-124                                     | 90-110                                     |
| Charlotte           | 121-114                                    |                                            | 103-90                                     | 102-108                                    | Houston                                    | 112-96                                     | 101-90                                     |
| Miami               | 107-124                                    |                                            | 98-113                                     | 101-115                                    | Memphis                                    | 91-101                                     | 94-90                                      |
| Orlando             | 104-109                                    |                                            | 83-103                                     | 94-105                                     | New Orleans                                | 109-116                                    | 82-116                                     |
| Washington          | 93-122                                     |                                            | 110-119                                    | 105-120                                    | San Antonio                                | 110-116                                    | 125-101                                    |
|                     | 2-3                                        | 2-3                                        | 2-8                                        | 2-8                                        |                                            | 1-4                                        | 3-2                                        |
| Division            | 4-11                                       | 4-11                                       | 4-11                                       | 4-11                                       | Division                                   | 4-6                                        | 4-6                                        |
| Conférence          | 16-26 (Domicile : 11-10; Extérieur : 5-16) | 16-26 (Domicile : 11-10; Extérieur : 5-16) | 16-26 (Domicile : 11-10; Extérieur : 5-16) | 16-26 (Domicile : 11-10; Extérieur : 5-16) | Conférence                                 | 6-24 (Domicile : 2-13; Extérieur : 4-11)   | 6-24 (Domicile : 2-13; Extérieur : 4-11)   |
| Total               | 22-50 (Domicile : 13-23; Extérieur : 9-27) | 22-50 (Domicile : 13-23; Extérieur : 9-27) | 22-50 (Domicile : 13-23; Extérieur : 9-27) | 22-50 (Domicile : 13-23; Extérieur : 9-27) | 22-50 (Domicile : 13-23; Extérieur : 9-27) | 22-50 (Domicile : 13-23; Extérieur : 9-27) | 22-50 (Domicile : 13-23; Extérieur : 9-27) |

## Classements
| Conférence Est | Conférence Est             | Conférence Est | Conférence Est | Conférence Est | Conférence Est | Conférence Est | Conférence Est |
| No             | Franchise                  | Vic.           | Déf.           | MJ             | V/D            | GB             |                |
| -------------- | -------------------------- | -------------- | -------------- | -------------- | -------------- | -------------- | -------------- |
| 1              | c - 76ers de Philadelphie* | 49             | 23             | 72             | .681           | –              |                |
| 2              | x - Nets de Brooklyn       | 48             | 24             | 72             | .667           | 1              |                |
| 3              | y - Bucks de Milwaukee*    | 46             | 26             | 72             | .639           | 3              |                |
| 4              | x - Knicks de New York     | 41             | 31             | 72             | .569           | 8              |                |
| 5              | y - Hawks d'Atlanta*       | 41             | 31             | 72             | .569           | 8              |                |
| 6              | x - Heat de Miami          | 40             | 32             | 72             | .556           | 9              |                |
|                |                            |                |                |                |                |                |                |
| 7              | x - Celtics de Boston      | 36             | 36             | 72             | .500           | 13             |                |
| 8              | x - Wizards de Washington  | 34             | 38             | 72             | .472           | 15             |                |
| 9              | o - Pacers de l'Indiana    | 34             | 38             | 72             | .472           | 15             |                |
| 10             | o - Hornets de Charlotte   | 33             | 39             | 72             | .458           | 16             |                |
|                |                            |                |                |                |                |                |                |
| 11             | o - Bulls de Chicago       | 31             | 41             | 72             | .431           | 18             |                |
| 12             | o - Raptors de Toronto     | 27             | 45             | 72             | .375           | 22             |                |
| 13             | o - Cavaliers de Cleveland | 22             | 50             | 72             | .306           | 27             |                |
| 14             | o - Magic d'Orlando        | 21             | 51             | 72             | .292           | 28             |                |
| 15             | o - Pistons de Détroit     | 20             | 52             | 72             | .278           | 29             |                |

| Division Centrale          | V  | D  | MJ | V/D  | GB | Dom   | Ext   | Div  |
| -------------------------- | -- | -- | -- | ---- | -- | ----- | ----- | ---- |
| y - Bucks de Milwaukee     | 46 | 26 | 72 | .639 | –  | 26–10 | 20–16 | 11–1 |
| o - Pacers de l'Indiana    | 34 | 38 | 72 | .472 | 12 | 13–23 | 21–15 | 7–5  |
| o - Bulls de Chicago       | 31 | 41 | 72 | .431 | 15 | 15–21 | 16–20 | 7–5  |
| o - Cavaliers de Cleveland | 22 | 50 | 72 | .306 | 24 | 13–23 | 9–27  | 4–8  |
| o - Pistons de Détroit     | 20 | 52 | 72 | .278 | 26 | 13–23 | 7–29  | 1–11 |

## Effectif

### Effectif actuel
| Cavaliers de Cleveland Effectif en fin de saison régulière     |    |                        |                         |                 |
| Entraîneur : J. B. Bickerstaff                                 |    |                        |                         |                 |
| Pivot                                                          | 31 | Drapeau des États-Unis | Jarrett Allen           | Texas           |
| Meneur / Arrière                                               | 18 | Drapeau de l'Australie | Matthew Dellavedova     | Saint Mary's    |
| Arrière / Ailier                                               | 21 | Drapeau des États-Unis | Damyean Dotson          | Houston         |
| Meneur                                                         | 10 | Drapeau des États-Unis | Darius Garland          | Vanderbilt      |
| Pivot                                                          | 55 | Drapeau de l'Allemagne | Isaiah Hartenstein      | Žalgiris Kaunas |
| Ailier fort / Pivot                                            | 27 | Drapeau du Canada      | Mfiondu Kabengele       | Florida State   |
| Ailier fort / Pivot                                            | 0  | Drapeau des États-Unis | Kevin Love              | UCLA            |
| Meneur                                                         | 3  | Drapeau des États-Unis | Jeremiah Martin (TW)    | Memphis         |
| Ailier fort / Pivot                                            | 22 | Drapeau des États-Unis | Larry Nance, Jr.        | Wyoming         |
| Arrière / Ailier                                               | 35 | Drapeau des États-Unis | Isaac Okoro (R)         | Auburn          |
| Ailier                                                         | 16 | Drapeau de la Turquie  | Cedi Osman              | Anadolu Efes    |
| Ailier / Ailier fort                                           | 12 | Drapeau des États-Unis | Taurean Prince          | Baylor          |
| Meneur / Arrière                                               | 2  | Drapeau des États-Unis | Collin Sexton           | Alabama         |
| Ailier / Ailier fort                                           | 8  | Drapeau des États-Unis | Lamar Stevens (R)       | Penn State      |
| Arrière                                                        | 33 | Drapeau des États-Unis | Brodric Thomas (R) (TW) | Truman (en)     |
| Ailier fort                                                    | 32 | Drapeau des États-Unis | Dean Wade               | Kansas State    |
| Arrière / Ailier                                               | 9  | Drapeau des États-Unis | Dylan Windler           | Belmont         |
| (C) - Capitaine, (R) - Rookie, (TW) - Two-way contract, Blessé |    |                        |                         |                 |

## Récompenses durant la saison
| Date    | Joueur      | Récompense                 |
| ------- | ----------- | -------------------------- |
| 17 juin | Isaac Okoro | NBA All-Rookie Second Team |

## Transactions

### Joueurs qui re-signent
| Date       | Joueur              | Contrat                          |
| ---------- | ------------------- | -------------------------------- |
| 24/11/2020 | Matthew Dellavedova | Contrat de 2 174 318 $ sur 1 an. |

### Options dans les contrats
| Date       | Joueur           | Option                                                                            |
| ---------- | ---------------- | --------------------------------------------------------------------------------- |
| 17/11/2020 | Andre Drummond   | Andre Drummond active son option joueur de 28 751 775 $ pour la saison 2020-2021. |
| 23/12/2020 | Darius Garland   | Cleveland active son option d'équipe de 7 040 880 $ pour la saison 2021-2022.     |
| 23/12/2020 | Kevin Porter Jr. | Cleveland active son option d'équipe de 1 782 621 $ pour la saison 2021-2022.     |
| 23/12/2020 | Collin Sexton    | Cleveland active son option d'équipe de 6 349 671 $ pour la saison 2021-2022.     |
| 23/12/2020 | Dylan Windler    | Cleveland active son option d'équipe de 2 239 200 $ pour la saison 2021-2022.     |

### Échanges
| Novembre    | Novembre | Novembre | Novembre |
| ----------- | --- | --- | -------- |
| 18 novembre | Vers les Cavaliers de Cleveland - Suppression de la protection sur le premier tour de draft 2022 - Second tour de draft 2025 | Vers les Bucks de Milwaukee - Droits sur İlkan Karaman (2012 #57) | [ 9 ]    |
| 23 novembre | Vers les Cavaliers de Cleveland - JaVale McGee - Second tour de draft 2026 | Vers les Lakers de Los Angeles - Jordan Bell - Alfonzo McKinnie | [ 9 ]    |
| 27 novembre | Vers les Cavaliers de Cleveland - Rayjon Tucker - Second tour de draft 2027 | Vers le Jazz de l'Utah - Compensation financière | [ 10 ]   |
| Janvier     | | |          |
| 16 janvier  | Échange à quatre équipes | Échange à quatre équipes |          |
| 16 janvier  | Vers les Cavaliers de Cleveland - Jarrett Allen (Des Nets) - Taurean Prince (Des Nets) - Droits sur Aleksandar Vezenkov (2017 #57) (Des Nets) | Vers les Nets de Brooklyn - James Harden (Des Rockets) |          |
| 16 janvier  | Vers les Rockets de Houston - Victor Oladipo (Des Pacers) - Rodions Kurucs (Des Nets) - Dante Exum (Des Cavaliers) - Droit d'échanger le premier tour de draft 2021 (Des Nets) - Premier tour de draft 2022 (Des Nets) - Premier tour de draft 2022 des Bucks (Des Cavaliers) - Droit d'échanger le premier tour de draft 2023 (Des Nets) - Premier tour de draft 2024 (Des Nets) - Droit d'échanger le premier tour de draft 2025 (Des Nets) - Premier tour de draft 2026 (Des Nets) - Droit d'échanger le premier tour de draft 2027 (Des Nets) | Vers les Pacers de l'Indiana - Caris LeVert (Des Nets) - Second tour de draft 2023 (Des Rockets) - Second tour de draft 2024 (Des Cavaliers) - Compensation financière (Des Nets) |          |
| 22 janvier  | Vers les Cavaliers de Cleveland - Second tour de draft 2024 des Warriors (protégé) | Vers les Rockets de Houston - Kevin Porter Jr. | [ 11 ]   |
| Mars        | | |          |
| 25 mars     | Vers les Cavaliers de Cleveland - Isaiah Hartenstein - Second tour de draft 2023 (protégé) - Second tour de draft 2027 | Vers les Nuggets de Denver - JaVale McGee |          |

### Arrivées

#### Draft
| Date       | Joueur           | Provenance             |
| ---------- | ---------------- | ---------------------- |
| 21/11/2020 | Isaac Okoro (#5) | Tigers d'Auburn (NCAA) |

#### Agents libres
|  | Joueur ayant signé un contrat non-garanti, pour intégrer les camps d'entraînement de l'équipe. |

| Date       | Joueur            | Provenance                                    | Contrat                                      |
| ---------- | ----------------- | --------------------------------------------- | -------------------------------------------- |
| 24/11/2020 | Damyean Dotson    | Cavaliers de Cleveland                        | Contrat de 4 000 000 $ sur 2 ans.            |
| 27/11/2020 | Charles Matthews  | Wolverines du Michigan (NCAA)                 | Contrat non-garanti de 898 310 $ sur 1 an.   |
| 28/11/2020 | Thon Maker        | Pistons de Détroit                            | Contrat non-garanti de 1 737 145 $ sur 1 an. |
| 28/11/2020 | Marques Bolden    | Charge de Canton (NBA G-League)               | Contrat non-garanti de 1 445 697 $ sur 1 an. |
| 01/12/2020 | Levi Randolph     | Charge de Canton (NBA G-League)               | Contrat non-garanti de 1 445 697 $ sur 1 an. |
| 19/12/2020 | Norvel Pelle      | 76ers de Philadelphie                         | Contrat non-garanti de 1 445 697 $ sur 1 an. |
| 14/04/2021 | Lamar Stevens     | Cavaliers de Cleveland (Two-way contract)     | Contrat de 3 952 968 $ sur 3 ans.            |
| 01/05/2021 | Mfiondu Kabengele | Cavaliers de Cleveland (Contrats de 10 jours) | Contrat de 3 706 764 $ sur 3 ans.            |

#### Two-way contracts
| Date       | Joueur         | Provenance                                                                |
| ---------- | -------------- | ------------------------------------------------------------------------- |
| 28/11/2020 | Lamar Stevens  | Nittany Lions de Penn State (NCAA)                                        |
| 19/12/2020 | Marques Bolden | Cavaliers de Cleveland (Contrat non-garanti converti en Two-way contract) |
| 24/02/2021 | Brodric Thomas | Vipers de Rio Grande Valley (NBA G-League)                                |

#### Contrat de 10 jours
| Date       | Joueur            | Provenance                 |
| ---------- | ----------------- | -------------------------- |
| 11/01/2021 | Yogi Ferrell      | Jazz de l'Utah             |
| 12/03/2021 | Quinn Cook        | Lakers de Los Angeles      |
| 22/03/2021 | Quinn Cook        | Second contrat de 10 jours |
| 10/04/2021 | Mfiondu Kabengele | Kings de Sacramento        |
| 21/04/2021 | Mfiondu Kabengele | Second contrat de 10 jours |
| 04/05/2021 | Anderson Varejão  | Flamengo                   |
| 14/05/2021 | Anderson Varejão  | Second contrat de 10 jours |

### Départs

#### Agents libres
| Date       | Joueur              | Nouvelle équipe ¹                      |
| ---------- | ------------------- | -------------------------------------- |
| 25/08/2020 | Ante Žižić          | Maccabi Tel-Aviv                       |
| 30/11/2020 | Tristan Thompson    | Celtics de Boston                      |
| 01/12/2020 | Rayjon Tucker       | Clippers de Los Angeles                |
| 22/01/2021 | Sir'Dominic Pointer | Charge de Canton (NBA G-League)        |
| 26/01/2021 | Yogi Ferrell        | Stars de Salt Lake City (NBA G-League) |
| 28/03/2021 | Andre Drummond      | Lakers de Los Angeles                  |

#### Joueurs coupés
|  | Joueurs non conservés après les camps d'entraînements de l'équipe. |

| Date       | Joueur           |
| ---------- | ---------------- |
| 28/11/2020 | Rayjon Tucker    |
| 19/12/2020 | Charles Matthews |
| 19/12/2020 | Matt Mooney      |
| 19/12/2020 | Norvel Pelle     |
| 19/12/2020 | Levi Randolph    |
| 14/01/2021 | Yogi Ferrell     |
| 14/01/2021 | Thon Maker       |
| 24/02/2021 | Marques Bolden   |
| 26/03/2021 | Andre Drummond   |